# Agneta Nilsson
Agneta Nilsson, född 5 mars 1940, är grundare av föreningen SWEA (Swedish Women´s Educational Association) som är en ideell förening för svenska kvinnor som bor eller har bott utomlands. Idag har SWEA mer än 7 000 medlemmar i ett 30-tal länder runt om i världen.

## Biografi
Agneta Nilsson föddes 1940 i Sverige och flyttade som 21-åring till USA, där hennes make arbetade för flygbolaget SAS. Makens arbete på ett flygbolag gav henne billiga resor till Sverige, men hon såg ändå ett behov av att hålla svenska traditioner och språk vid liv i utlandet. År 1978 anordnade hon en svensk julmarknad i Los Angeles för att samla in pengar till Svenska Kyrkan där. Bland annat med hjälp av det kontaktnät hon skapade där bildades den första föreningen året efter i Los Angeles med syfte att främja svensk kultur och traditioner.

## Utmärkelser
Agneta Nilsson har genom åren uppmärksammats och mottagit en rad utmärkelser. 1995 utsågs hon till "Årets svensk i världen" av SVIV och 2006 mottog hon priset som "Årets svensk-amerikan" av Vasa Order of America. Sedan 2016 finns hon avporträtterad och tavlan ingår i Statens porträttsamling på Gripsholms slott. Agneta Nilsson har även belönats med två kungamedaljer; 1982 respektive 1997 för sina insatser med SWEA.